# Gönnheim
Gönnheim település Németországban, Rajna-vidék-Pfalz tartományban. Lakosainak száma 1586 fő (2023. december 31.).

## Népesség
A település népességének változása:
| Lakosok száma | 1100 | 1513 | 1548 | 1567 | 1606 | 1609 | 1586 |
|               | 1975 | 2010 | 2017 | 2019 | 2021 | 2022 | 2023 |